# Coldeportes
Le Departamento Administrativo del Deporte, la Recreación, la Actividad Física y el Aprovechamiento del Tiempo Libre, ou Coldeportes, était l'entité gouvernementale qui régulé le sport en Colombie entre 2011 et 2019, date à laquelle il est transformé en ministère des Sports.
L'Institut colombien du sport a été transformé par le décret 4183 du 3 novembre 2011 en Département administratif du Sport, de la Récréation, de l'Activité physique et de l'Exploitation du temps libre. L'institut, qui dépend du Ministère de Culture, avait été créé par le décret 2743 du 6 novembre 1968 et fondée par le président Carlos Lleras Restrepo.

## Liste des directeurs
Le ministre de sport actuel est Guillermo Herrera Castaño, nomme par le président Ivan Duque

## Fonctions
Le Coldeportes est chargé du contrôle des fédérations sportives colombiennes et de promouvoir le développement de l'éducation physique et du sport dans le pays. De plus, Coldeportes organise tous les quatre ans les Jeux sportifs nationaux (es), pour lesquels il se réalise une éliminatoire départementale où sont sélectionnés les meilleurs sportifs pour représenter chaque département et concourir contre les autres départements de la Colombie.